# ルネ・ジラール (サッカー選手)
ルネ・ジラール（Rene Girard, 1954年4月4日 - ）は、フランス・ガール県ヴォヴェール出身の元サッカー選手、サッカー指導者。現役時代のポジションはミッドフィールダー。

## 経歴
現役時代は守備的ミッドフィールダーとして、ニーム・オリンピック、FCジロンダン・ボルドーで活躍。フランス代表としては、1982 FIFAワールドカップのメンバーとしても選ばれている。
現役引退後は指導者に転身し、古巣ニームなどで実績を積み、1998年から2002年までフランス代表のアシスタント・コーチを務めた。
その後は各年代のフランス代表監督を務め、2004年にレイモン・ドメネクの後を継ぎU-21フランス代表監督に就任した。2004にはポルトガルとのプレイオフに敗れ敗退。2006年は本選に出場し、準決勝で敗退。2007年はイスラエルとのプレイオフで敗退し、UEFA U-21欧州選手権2009の予選終盤に成績不振で更迭された。
2009年からリーグ・アンに昇格したばかりのモンペリエHSCの監督に就任し、昇格初年度で5位と大躍進へと導き、UEFAヨーロッパリーグ 2010-11の出場権も獲得した。しかし、2010-11シーズンはオリヴィエ・ジルーが12得点を挙げながらも、チーム全体は深刻な得点力不足に陥り、20チーム中14位と低迷し、総得点はリーグワースト2位の32得点に終わった。当然ジラールにも解任の噂があったが、2011-12シーズンも続投となった。そしてその期待に見事応える形で、大型補強を続けるパリ・サンジェルマンFCの追い上げをかわし、モンペリエを初の栄冠に導いた。